# Anthony Girard

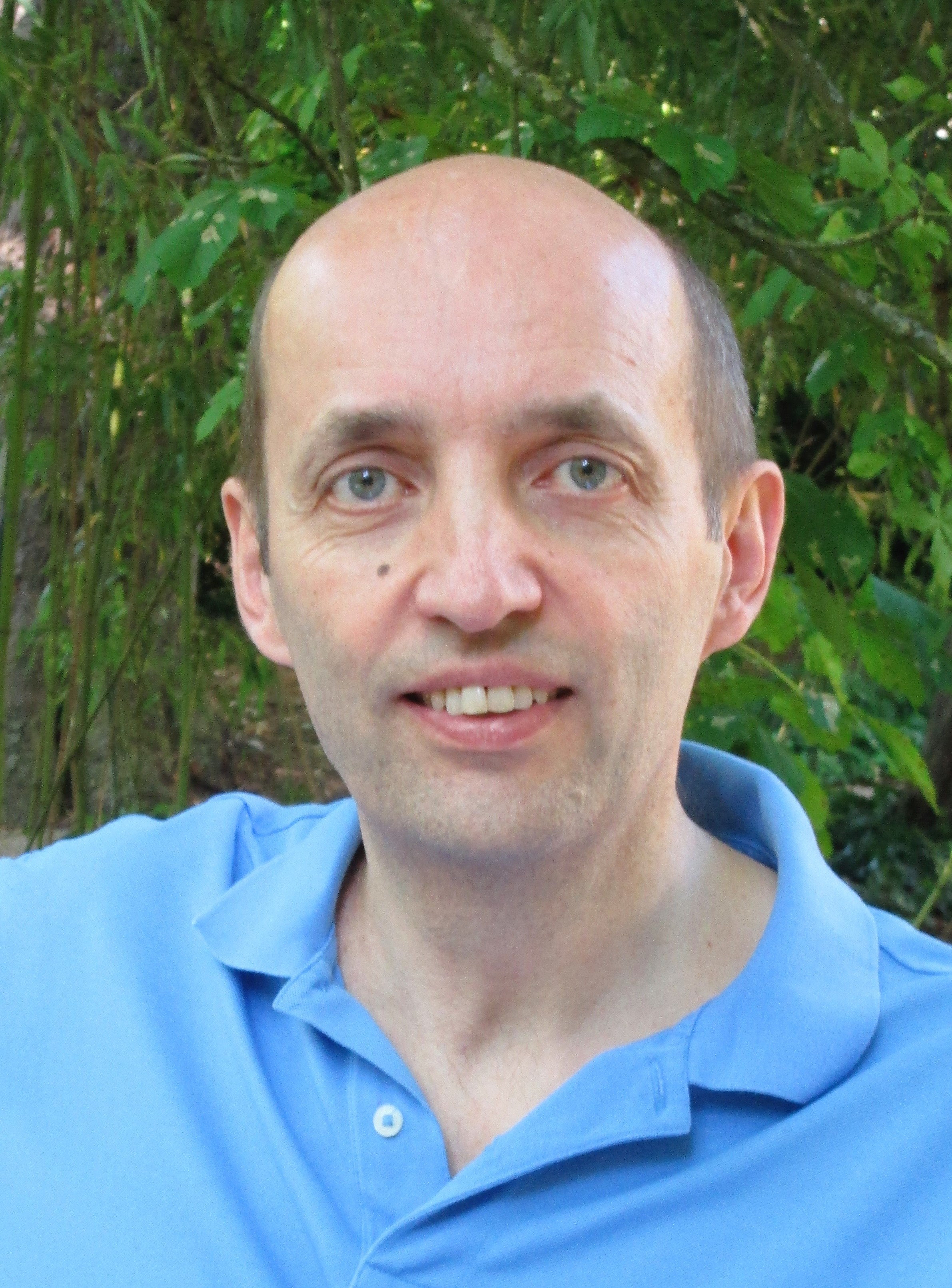
Anthony Girard

Anthony Girard (* 1959 in East Patchogue bei Brookhaven (Long Island, New York)) ist ein französischer Komponist.

## Leben und Werk
Anthony Girard wurde 1959 in East Patchogue, USA, als Sohn französischer Eltern geboren. Im Alter von elf Jahren begann er autodidaktisch zu komponieren und Gitarre zu spielen. Mit 14 Jahren begann er Musikstudien in den Fächern Klavier, Gitarre, Gesang und Komposition am Städtischen Konservatorium von Saint-Cloud, dann Komposition am Conservatoire National de Région de Rueil-Malmaison bei Tony Aubin. Für seine frühen Werke erhielt er eine Goldmedaille für Komposition, den André-Jolivet-Preis und einen Sacem-Preis. 1976 begann er ein Studium der Musikwissenschaft an der Sorbonne. 1979 wurde er am Conservatoire National Supérieur de Paris aufgenommen, wo er von 1980 bis 1985 fünf Erste Preise (Harmonie, Kontrapunkt, Analyse, Orchestrierung und Komposition) in den Klassen von Jean-Claude Raynaud, Jean-Claude Henry, Claude Ballif und Serge Nigg erhielt. Er schloss sein Universitätsstudium mit einem Master und einem Diplôme d’Etudes Approfondies (Diplom für höhere Studien) unter Leitung von Danièle Pistone ab.
Von 1986 bis 1988 war er Artist in Residence in der Casa de Velasquez (französische Kulturinstitution in Madrid). Nach seiner Rückkehr nach Paris wurde er zum Professor der École Nationale de Musique de Notre-Dame-de-Gravenchon ernannt. Danach wurde er zum Studienberater am Nationalen Konservatorium von Rouen und 1992 schließlich zum Direktor dieser Institution ernannt. Im selben Jahr erhielt er den Paul-Belmondo-Preis dieses Institutes für all seine Werke. Anschließend wurde er zum Professor für Orchestrierung und Musikanalyse am Conservatoire à Rayonnement régional de Paris ernannt. Von 2000 bis 2009 wirkte er als Direktor des Konservatorium Darius Milhaud in Paris. Anschließend wurde er zum Professor für Orchestrierung und Musikanalyse am Regionalkonservatorium von Paris und an der École Normale de Musique in Paris ernannt. Seit 2012 unterrichtet er zudem Orchestrierung am Conservatoire National Supérieur de Paris.
Anthony Girards Tätigkeit als Komponist geht in mehrere Richtungen. Dies belegt sein Werkkatalog, der 2020 bereits mehr als 250 Kompositionen umfasste. Seine Werke werden insbesondere von Billaudot, Symétrie, Agir éditions, À Cœur Joie, Delatour et Leduc herausgegeben. Sie sind Gegenstand zahlreicher Einspielungen. Laut Anthony Girard soll das Musikschaffen zu einem Raum der Freiheit und Fülle führen. Seine Stilwelt lässt sich in die Worte Enthusiasmus, Traum, Freude, Mysterium, innerer Frieden, manchmal aber auch Ironie, Angst und Schrecken fassen. Poesie und Mystik sind hoch wichtig, um die Entwicklung seiner Musiksprache zu verstehen. Auch wenn rein musikalische Stileinflüsse wie die moderne französische Schule, der gregorianische Choral und die Wurzeln der Polyphonie, die Musik Indiens oder der Minimalismus nicht ausgeschlossen werden können, so sind der eigentliche Schlüssel zu Girards Werk seine literarischen und spirituellen Affinitäten zu Rûmî, Meister Eckhart, Sarah Helen Whitman, Rabindranath Tagore, Marcel Proust, Charles Péguy, Rainer Maria Rilke, Victor Segalen, Jiddu Krishnamurti, Tristan Tzara, Henri Michaux und unter den heute lebenden Persönlichkeiten Anne Perrier, Heather Dohollau, Gustave Roud, Jean-Paul Hameury, Charles Juliet oder Yves Prié.
Zu Anthony Girards wichtigsten Werken zählen  Les âmes perdues („Die verlorenen Seelen“) für Orchester, die Kantaten Croix de lumière und Mon cœur fait chanter des anges, Comme une étoile du matin für Streichorchester, La rose inaccessible für Klavier und Ensemble, La voix lointaine d’Eurydice für acht Instrumente und eine Tänzerin, Die Wellen der Stille für Klavier und Streichquartett, Un peu plus d’élan et d’innocence für zwei Klaviere und zwei Schlagzeuge, Archéologie secrète für Klavier.
Anthony Girard ist auch Autor zahlreicher Bücher. Darunter befinden sich zwei Musikanalyse-Handbücher, die 2002 und 2006 mit einem Sacem-Preis ausgezeichnet wurden, zwölf Musikanalyse-Notizbücher (Debussy, Chopin, Haydn, Bach, Bartòk, Strawinsky, Ravel ...), mehrere Essays und zahlreiche Artikel. 2017 rief er zusammen mit Philippe Malhaire die Zeitschrift für Ästhetik und Musikanalyse Pour les sonorités opposes ins Leben.